# The Maritime Experiential Museum

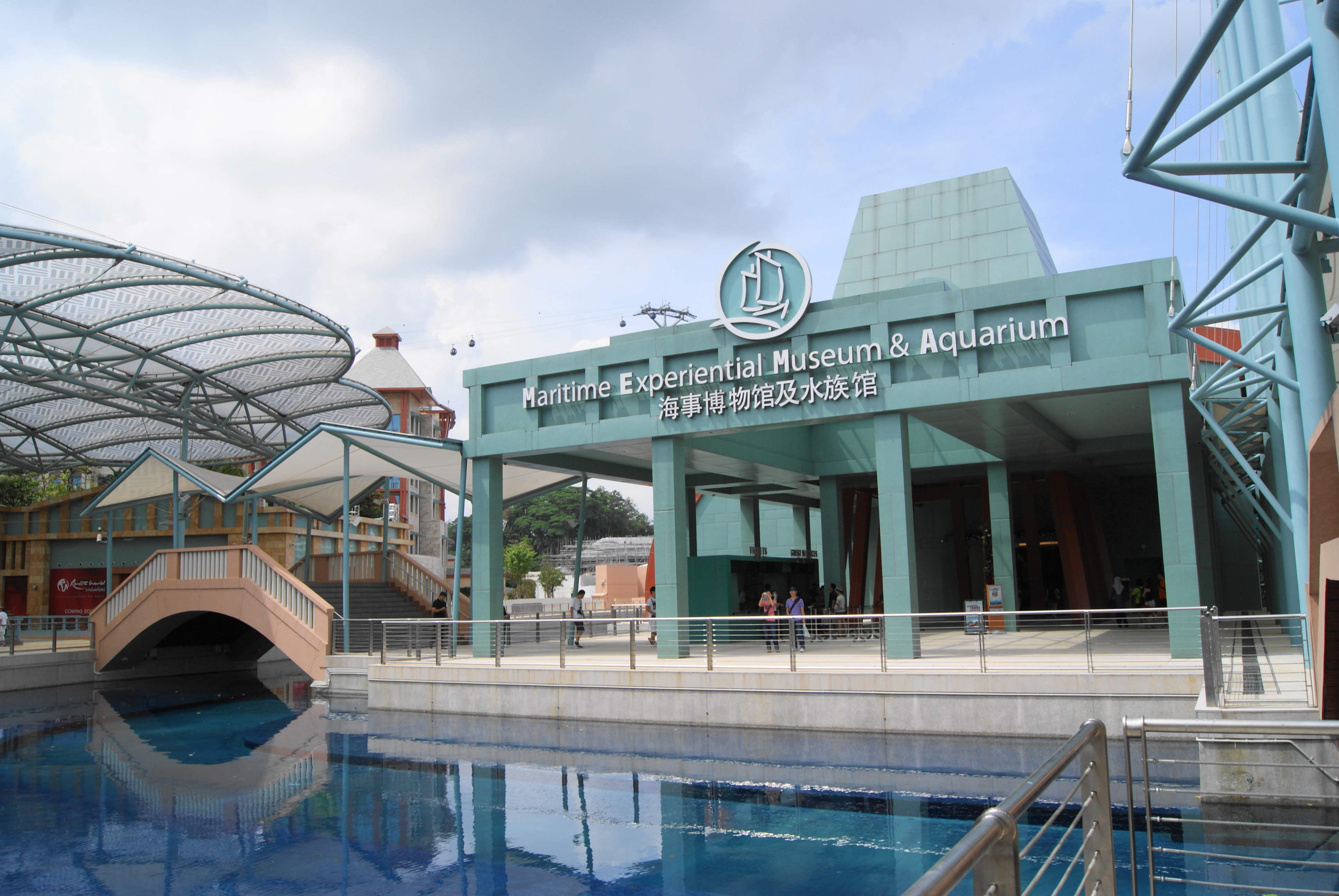
Haupteingang des Museums

The Maritime Experiential Museum (Chinesische Kurzzeichen: 海事博物馆及水族馆) ist ein Museum auf der Insel Sentosa in Singapur, in dem einige der 60.000 Artefakte ausgestellt sind, die aus dem Belitung-Schiffswrack geborgen wurden.

## Museum
Das Museum wurde am 15. Oktober 2011 eröffnet und dient der Ausstellung, Erforschung und Erhaltung der Fundgegenstände. Es soll dem Besucher die Geschichte der Segelschifffahrt und des maritimen Fernhandels im Südchinesischen Meer, dem Indischen Ozean u. a. näherbringen.

## Schiffswrack
Das Belitung-Schiffswrack wurde 1998 von Seegurken-Fischern gefunden, die im seichten Wasser vor der Küste der Insel Belitung bei Java tauchten. Das Wrack wurde von Tilman Walterfang ausgegraben, wobei vor Ort etwa 60.000 Gegenstände gefunden wurden.

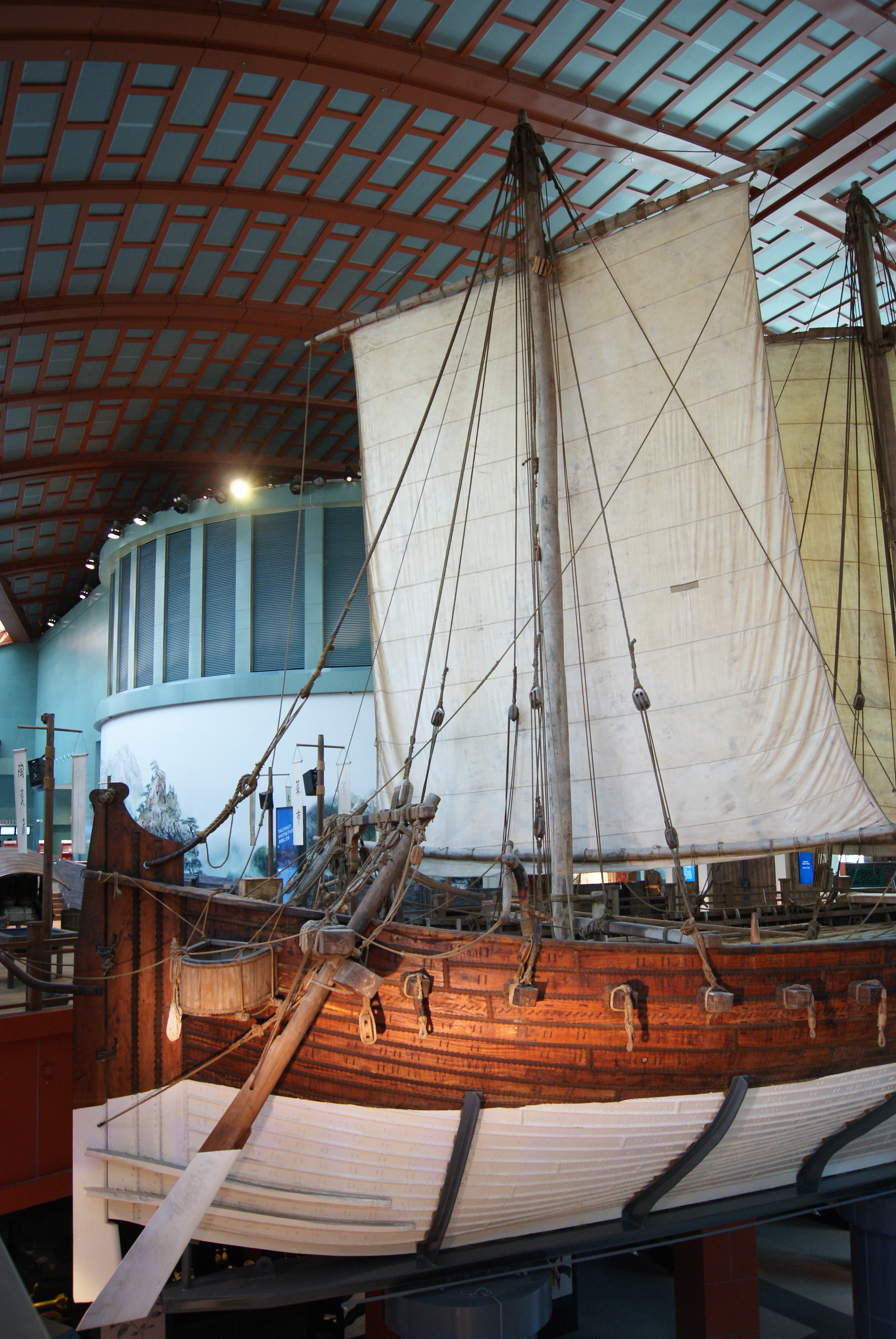
Die Jewel of Muscat im Museum, 2012

Die Jewel of Muscat ist eine genaue Reproduktion des Belitung-Schiffswracks einer arabischen Dau. Sie wurde von Mike Flecker, der an der Bergung teilgenommen hat, in Zusammenarbeit mit den Regierungen von Oman und Singapur gebaut.

## Ladung
Aufgrund von Tilman Walterfangs Zielsetzungen wurde die Ladung nicht in Einzelteilen verkauft oder versteigert, sondern in einem Stück an Sammler verkauft. Sie wurde für sechs Jahre in einem privaten Lagergebäude eingelagert, während die Fundstücke in Neuseeland gereinigt, entsalzt und konserviert wurden.
Die Fundgegenstände sind seit 2005 im Besitz der Sentosa Leisure Group und werden in Zusammenarbeit mit dem Singapore Tourism Board ausgestellt. Sie wurden für etwa 32 Mio. USD erworben, und zuerst vom 19. Februar bis 31. Juli 2011 im singapurischen ArtScience Museum in Marina Bay Sands in einer Ausstellung zum Thema „Shipwrecked: Tang Treasures and Monsoon Winds“ ausgestellt.
|  |  |  |

Die Sackler Gallery der Smithsonian Institution wollte die Fundstücke der Ladung Anfang 2012 zur 25-Jahr-Feier des Smithsonian Museum erstmals in den USA ausstellen. Am 28. Juni 2011 wurde jedoch verkündet, dass die Ausstellung verschoben werde, nachdem Archäologen und Anthropologen der amerikanischen National Academy of Sciences davor gewarnt hatten, dass diese Ausstellung aufgrund der nach wie vor umstrittenen Umstände bei der Bergung den Ruf der Institution schädigen könne.
Gegner der Ausstellung kritisierten, dass die Bergung kommerzielle Motive gehabt hätte und so schnell durchgeführt worden sei, dass eine Menge wissenschaftlicher Informationen über die Crew und Ladung für immer verloren gegangen sei. Die Befürworter der Ausstellung waren hingegen der Meinung, dass die Bergung im Auftrag der indonesischen Regierung und in Übereinstimmung mit den damals gültigen indonesischen Gesetzen stattgefunden habe. Walterfang gab zu, dass die Gesamtsituation ohne jeden Zweifel als nicht ideal beschrieben werden könne („the overall situation would without doubt be described as ‘less than ideal’“) und dass die indonesische Regierung aus Angst vor Plünderungen eine schnelle Bergung angeordnet habe („the Indonesian government, fearful of looting, ordered Seabed Explorations to begin an immediate round-the-clock recovery operation.“).